# دلخون
دلخون فیلمی به کارگردانی محمدرضا رحمانی و تهیه‌کنندگی سیدمسعود اطیابی و سیدحسین حقگو و نویسندگی محمدرضا رحمانی و علیرضا محمودی ایرانمهر محصول سال ۱۳۸۷ می‌باشد. دل خون در مرداد ماه سال ۱۳۸۸ بر روی پرده سینما رفت.

## خلاصه فیلم
الناز شاکردوست (وکیل تسخیری) عماد (حامد بهداد) است که همسر خود را به خاطر بدبینی و سوءظن به قتل رسانده است... سرانجام دادگاه با خواست اولیای دم عماد را به اعدام محکوم می‌کند.
عماد که حکم اعدام را پذیرفته و از درخواست تجدید نظر منصرف شده‌است از وکیل خود می‌خواهد تا قبل از مرگ همه اعضای بدن خود را ببخشد و قلب خود را نیز به خواهر همسرش که بیمار است اهدا کند تا بدین شکل جان دختر دیگر خانواده همسر خود را نجات دهد.
وکیل عماد درخواست او را نزد قاضی می‌برد و قاضی قبول این درخواست را منوط به قبول ولی دم و مراجع بالاتر می‌داند زیرا تنها مجازات پیش‌بینی شده در قانون برای قاتلین اعدام با طناب دار است.
وکیل عماد برای متقاعد کردن خانواده همسر عماد به سوی آن‌ها می‌رود اما با واکنش سخت آن‌ها روبه رو می‌شود.
این موضوع ابعاد رسانه‌ای به خود می‌گیرد و عماد در مصاحبات خود هدف از این کار را تنها به آرامش رسیدن و رهایی از عذاب اعلام می‌کند اما سرانجام به وکیل خود اعتراف می‌کند که هدف اصلی او از این کار ترس از نحوه مرگ با طناب دار است.
دراین حین پدر همسر عماد که از زبان دختر بیمارش، تنفر و قصد جدایی دخترش از عماد را قبل از مرگ می‌فهمد به درخواست عماد رضایت می‌دهد اما همه چیز را به قبول دختر خود برای پذیرفتن قلب عماد واگذار می‌کند. او نیز ملاقات عماد در زندان می‌رود و می‌گوید که حاضر نیست قلب کسی را که خواهرش را به قتل رسانده بپذیرد اما رضایت می‌دهد تا عماد خود نحوه مرگش را انتخاب کند. اما قاضی با بیان اینکه در قانون، مجازات برای قاتلین تنها طناب‌دار است امید عماد و وکیلش را برای رهای از آن قطع می‌کند.
سرانجام در یک سکانس غیرمنتظره عماد در حالی که از ترس می‌لرزد به چوخه اعدام سپرده می‌شود و فیلم پایان میابد.